# Esteban Lamothe
Raúl Esteban Sánchez Lamothe
 (Florentino Ameghino, Província de Buenos Aires; 30 d'abril de 1977), més conegut com Esteban Lamothe, és un actor argentí.
És conegut per actuar a la pel·lícula El estudiante, i en ficcions televisives com Sos mi hombre, Farsantes, Guapas, Las Estrellas, Educando a Nina i El marginal.

## Biografia
Esteban Lamothe va néixer a Florentino Ameghino, Província de Buenos Aires el 30 d'abril de 1977. Té 3 germans i una germana. Un dels seus germans és el cantant Manolo Lamothe.
Amb 17 anys, en 1994, es va mudar a Capital Federal. Va treballar fins als 30 anys com a mosso, fins que va aconseguir rols en pel·lícules i tires de televisió. El 2011, amb el film El estudiante va aconseguir que el seu treball tingui una major visibilitat. A partir de 2012 adquireix major popularitat participant en ficcions com Sos mi hombre i Farsantes, ambdues transmeses per Canal 13. El seu primer paper protagonista va ser a Guapas, sèrie transmesa pel mateix canal. El 2015, al costat de María Eugenia Suárez, protagonitzà la pel·lícula Abzurdah, en el paper d'Alejo. El 2016, protagonitza Educando a Nina, ficció diària d'Underground Producciones transmesa per Telefe. En aquest mateix any també interpreta el personatge principal en la sèrie Estocolmo, identidad perdida amb Juana Viale i Luciano Caceres, interpreta al fill de Fernanda Mistral. En 2017, es posa en la pell de "Javo" Valdés, un dels protagonistes de Las Estrellas, al costat de Celeste Cid, Marcela Kloosterboer, Luciano Castro i Rafael Ferro, entre d'altres. Va rebre el Martín Fierro com a Actor Protagonista de Ficció Diària. El 2018 és el protagonista de la segona part d' El Marginal, en lloc de Juan Minujín. El 2019 protagonitza la tira Campanas en la noche al costat de Federico Amador i Calu Rivero, interpreta al vilà Vito Paternó.

## Vida personal
En 2007 va començar una relació amb l'actriu Julieta Zylberberg. En 2012 es van convertir en pares per primera vegada amb el naixement del seu fill, Luis Ernesto. La parella es va separar en 2017, després de deu anys de relació. Després, entre 2017 i 2021 Lamothe va mantenir una relació amb l'actriu i directora de cinema Katia Szechtman.

## Filmografia

### Cinema
Fonts: Cine Nacional.
| Any  | Títol                                       | Personatge       |
| ---- | ------------------------------------------- | ---------------- |
| 2002 | La gran noche (curtmetratge)                |                  |
| 2004 | La vida por Perón                           | Alfredo          |
| 2005 | Tiempo de valientes                         | Liniers          |
| 2007 | El pasado                                   | Noi              |
| 2008 | El nido vacío                               | Mosso            |
| 2008 | Historias extraordinarias                   | El marit         |
| 2009 | Castro                                      | Acuña            |
| 2009 | Todos mienten                               | JNR              |
| 2010 | Rosalinda (migmetratge)                     | Ernesto          |
| 2010 | Lo que más quiero                           |                  |
| 2010 | Restos (curtmetratge)                       |                  |
| 2010 | Sábado uno (curtmetratge)                   |                  |
| 2011 | Nocturnos                                   |                  |
| 2011 | Vaquero                                     |                  |
| 2011 | El estudiante                               | Roque Espinosa   |
| 2011 | Los crímenes (curtmetratge)                 |                  |
| 2011 | Por un tiempo                               | Leandro          |
| 2012 | La carrera del animal                       |                  |
| 2012 | Villegas                                    | Esteban          |
| 2013 | Pensé que iba a haber fiesta                | Omar             |
| 2014 | El cerrajero                                | Sebastián        |
| 2015 | El 5 de Talleres                            | Patón            |
| 2015 | Abzurdah                                    | Alejo            |
| 2015 | La patota                                   | Alberto          |
| 2015 | Escuchá (curtmetratge)                      |                  |
| 2015 | Kryptonita                                  | Cuchillero 2     |
| 2016 | Amateur                                     | Martín Suárez    |
| 2016 | 2001: mientras Kubrick estaba en el espacio | Amante           |
| 2018 | La flor                                     |                  |
| 2018 | Yo niña                                     | Pablo            |
| 2018 | La educación del rey                        |                  |
| 2020 | El cuaderno de Tomy                         | Federico Corona  |
| 2020 | La zona caliente (curtmetratge)             | Actor y Director |

### Televisió
| Any       | Títol                | Personatge             | Canal      |
| --------- | -------------------- | ---------------------- | ---------- |
| 2012—2013 | Sos mi hombre        | Jorge Carrizo          | Canal 13   |
| 2013—2014 | Farsantes            | Antonio Manero         | Canal 13   |
| 2014—2015 | Guapas               | Pablo González         | Canal 13   |
| 2016      | Educando a Nina      | Renzo Di Caro          | Telefe     |
| 2016      | Estocolmo            | Gonzalo "Agente H"     | Netflix    |
| 2017-2018 | Las Estrellas        | Javier "Javo" Valdéz   | Canal 13   |
| 2018      | El marginal          | Patricio "Doc" Salgado | TV Pública |
| 2019      | Campanas en la noche | Vito Paternó           | Telefe     |
| 2020      | Puerta 7             | Fabián                 | Netflix    |
| 2021—2022 | La 1-5/18            | Padre Lorenzo          | Canal 13   |

### Videoclips
| Any  | Cançó                    | Artista                |
| ---- | ------------------------ | ---------------------- |
| 2007 | "Ojalá pudiera borrarte" | Maná                   |
| 2019 | "Ouke"                   | Ca7riel y Paco Amoroso |

## Premis i nominacions
| Any  | Guardó                                                  | Categoria                                          | Programa/Pel·lícula | Resultat  |
| ---- | ------------------------------------------------------- | -------------------------------------------------- | ------------------- | --------- |
| 2011 | Premi Cóndor de Plata                                   | Revelació masculina                                | El Estudiante       | Guanyador |
| 2011 | Festival Internacional de Cinema de Cartagena de Indias | Millor actor                                       | El Estudiante       | Guanyador |
| 2014 | Premis Cóndor de Plata                                  | Millor actor                                       | El Cerrajero        | Nominat   |
| 2015 | Premis Cóndor de Plata                                  | Millor actor                                       | El 5 de Talleres    | Nominat   |
| 2015 | Premis Sur                                              | Millor actor protagonista                          | Abzurdah            | Nominat   |
| 2016 | Premis Tato                                             | Millor actor protagonista de comèdia               | Educando a Nina     | Nominat   |
| 2016 | Premis Martín Fierro                                    | Millor actor protagonista de ficció diària comèdia | Educando a Nina     | Nominat   |
| 2017 | Premis Tato                                             | Millor actor protagonista de ficció diària         | Las Estrellas       | Nominat   |
| 2017 | Premis Notirey                                          | Millor protagonista masculí de ficció diaria       | Las Estrellas       | Guanyador |
| 2017 | Premis Martín Fierro                                    | Millor actor protagonista de ficció diària         | Las Estrellas       | Guanyador |